# Тонга на Зимским олимпијским играма 2018.
Тонга је учествовала на Зимским олимпијским играма 2018. у Пјонгчангу у Јужној Кореји, од 9. до 25. фебруара 2018 године. Ово је друго учешће ове мале острвске државе на Зимским олимпијским играма, а представљао је опет један спортиста.
Тонга је једна од тропских земаља које су учествовале на Зимским олимпијским играма. Прво учешће на Зимским играма  2014. године, имало је контроверзнем околности. Фуахеа Семи успева да се квалификује за такмичење у санкању, али на Игре долази под новим именом Бруно Банани, у склопу споразума са својим спонзором, немачком компанијом за доње рубље. Томас Бах председник Међународног олимпијског комитета, осудио је ову одлуку као „перверзан” и „лош укус” . Бруно Банани, једини представник своје земље, завршио је као 32. од 39 учесникка у сањкању у мушкој конкуренцији.
Једини тонгански спортиста који је покушао да се квалификује за Зимске олимпијске игре 2018.био је Пита Тауфатофуа. Он је учествовао на Летњим олимпијским играма 2016. у Рио де Жанеиру, Такмичио се у теквонду где се елиминисан у  првом колу. На свечаном отварању игара у Рију био је и носилац заставе Тонге, марширајући наг до појаса, намазан кокосовим уљем, што је привукло пажњу гледалаца и медија. Да би се припремио за учешће на Зимским олимпијским играма 2018. желео се квалификовати за скијашко трчање, па је први пут тренирао на ролерима на асфалту и први пут 2017. одлази на скијање. Достиже одређени минимум који се тражи кроз квалификације на ролерима у Колумбији, а затим са Мекисиканцем Германом Мадрозом и Чилеанцем  Јонатаном Фернандезом изнајмљује кабину у аустријским Алпима. Њих тројицу који себе називају „егзотичним”, тренирао је аустријски тренер, Томас Јацоб.  Пита Тауфатофуа безуспешно учествује на квалификацијаа у Турској, Пољској и Јерменији и успева на последњој трци у Исафјердир, на Исланду 20. јануара 2018, уочи затварања квалификација. Завршио је трку у потребном времену и квалификовао се за Олимпијске игре као једини представник своје земље.

## Церемонија отварања
Пита Тауфатофуа, једини спортиста и зато носилац заставе делегације Тонге, још једном иде без кошуље и намазан кокосовим уљем - као што је радио у Рију, али овај пут на температури од -10°C у Пјонгчангу..

## Резултати

### Скијашко трчање
Пита Тауфатофуа се квалификовао за трку на скијашко трчање на 15 км слободно · .

### Мушкарци
| Такмичар        | Дисциплина     | Укупно   | Укупно    | Укупно          | Детаљи |
| --------------- | -------------- | -------- | --------- | --------------- | ------ |
| Такмичар        | Дисциплина     | Резултат | Заостатак | Пласман         | Детаљи |
| Пита Тауфатофуа | 15 км слободно | 56:41,1  | +22:57.7  | 114 / 116 (119) |        |